# Triflorensia
Triflorensia là một chi thực vật có hoa trong họ Thiến thảo (Rubiaceae).

## Loài
Chi Triflorensia gồm các loài: